# 직역 (역사)
직역(職役)은 조선시대에 관청에 보관하는 호적과 호적의 등본인 호구단자에 기재된 직업 명칭이다. 주로 지방 관청에서 부여한 역할(군역)에 따라 직역이 설정되었으며, 과거 시험에 합격하거나 관직에 진출하면 그 내역이 직역으로 기재되기도 했다. 이러한 직역을 토대로 세금 징수, 군역 및 노역 동원 등을 시행하였다.

## 사례
다음은 실제 사용되었던 직역 명칭 가운데 일부이다. 직역으로 당시 인물의 신분을 추정할 수 있으나, 시대에 따라 적용 기준이 달랐고, 특히 조선 후기에 들어 직역 기재 기준과 자격이 점차 완화되었으므로 신분제 동요와 관련하여 실제 현실을 그대로 반영하지는 않는다. 예를 들면 충무공 이순신은 전형적인 양반이었으나 무과 과거시험 급제 당시의 직역은 '보인'이었다. 이 직역은 조선 후기에 평민(상민)의 직역으로 조정된다.
양반 계층의 대표적인 직역은 아래와 같다. 품계 또는 관직이 있으면 그것을 기재한다.
- 유학(幼學) : 일반
- 학생(學生) : 일반 또는 사망자
- 교생(校生) : 향교의 학생
- 생원(生員) : 소과(小科) 생원시 과거 합격자
- 진사(進士) : 소과 진사시 과거 합격자
- 문과(文科) : 대과(大科) 과거 급제자

중인 계층의 대표적인 직역은 아래와 같다.
- 한량(閑良) : 무과(武科) 응시자
- 업무(業武) : 무과 응시자
- 허통(許通) : 서얼 중에 과거 응시가 허락된 자
- 서얼(庶孼) : 서얼
- 면역(免役) : 군역을 면제받은 자
- 서원(書員) : 관청 아전
- 향리(鄕吏) : 지방 관청 아전
- 색리(色吏) : 관청 아전
- 역관(譯官) : 역관
- 의관(醫官) : 의관

평민(상민, 양인) 계층의 대표적인 직역은 아래와 같다.
- 정병(正兵) : 군역
- 갑사(甲士) : 군역
- 포수(砲手) : 군역
- 금군(禁軍) : 군역
- 보인(保人) : 군역 (노역 대신 재물 납부)
- 면천(免賤) : 천인에서 면제된 자

평민이면서 천역(천하게 여겨지는 직역)에 종사하는 계층의 대표적인 직역은 아래와 같다.
- 수군(水軍) : 군역
- 장인(匠人) : 기술직
- 나장(羅將) : 관청 종사자
- 사령(使令) : 관청 종사자
- 재인(才人) : 기술직

노비 계층의 대표적인 직역은 아래와 같다.
- 사노(私奴) : 사노비
- 관노(官奴) : 관노비
- 영노(營奴) : 영노비 (감영, 군영 노비)
- 궁노(宮奴) : 궁노비 (궁궐, 궁방 노비)